# Mahou (birra)
Mahou è un marchio spagnolo di birre prodotte dal gruppo Mahou-San Miguel.
Il portafoglio del marchio contiene una varietà di birre comprese le varietà analcoliche e miste. 
Il birrificio Mahou è stato fondato a Madrid nel 1890.

## Gamma di birre
- Mahou Clásica
- Mahou Cinco Estrellas
- Mahou Sin
- Mahou Negra
- Mahou Mixta

- Mixta Shandy
- Mahou Light
- Mahou Mixta

- Mahou limón
- Mahou maestra